# Bergen Challenger 1989
Il Bergen Challenger 1989 è stato un torneo di tennis facente parte della categoria ATP Challenger Series nell'ambito dell'ATP Challenger Series 1989. Il torneo si è giocato a Bergen in Norvegia dal 30 ottobre al 5 novembre 1989 su campi in sintetico indoor.

## Vincitori

### Singolare
Jan Gunnarsson ha battuto in finale  Brad Pearce con il punteggio di 6–3, 7–6

### Doppio
Grant Connell /  Scott Warner hanno battuto in finale  Rikard Bergh /  Kelly Jones con il punteggio di 7–5, 6–4